# Partido de General Lavalle
General Lavalle  es uno de los 135 partidos de la provincia argentina de Buenos Aires. Forma parte de la Quinta Sección Electoral de la Provincia de Buenos Aires.

## Superficie y límites
Tiene una extensión de 2649 kilómetros cuadrados y limita al este con el partido de La Costa, al norte y oeste con el partido de Tordillo, al norte con el Océano Atlántico y al sur con los partidos de Maipú y General Madariaga.

## Historia
- 1580, Hernando Arias de Saavedra organiza una expedición desde Asunción del Paraguay por tierra, llegando a Tandil. Fue acompañado por guaraníes evangelizados que dieron el nombre de Tuyú (lodo o barro blanco) a esta región, por lo que los españoles comienzan a llamarlo "Rincón del Tuyú". Los padres jesuitas y franciscanos y las misiones evangelizadoras dieron los primeros conocimientos geográficos de la zona.
- 1587 Juan de Garay recorre esta zona
- 1744 el padre Tomás Falkner realiza una carta topográfica de lugar. Los originarios que le servían de baqueanos dan al lugar el nombre de Ajó = barro blando, al pisar fofo y a los cangrejales. La ría de Ajó tuvo importancia como refugio para barcos que comerciaban y lugar de acopio de frutos del país. Con el fin de continuar la carta iniciada por Falkner llegó posteriormente el padre José Cardiel, siendo él quien dio el nombre de San Clemente al arroyo donde está ubicada la ciudad del mismo nombre.
- Fines del siglo XVIII comienzan a radicarse los primeros pobladores en la región de ambas márgenes de la ría que comienzan a comercializar con frutos del país y dan origen al primer poblado de Ajó. Entre los primeros pobladores que se radicaron en esta zona se encuentra Ángel Fulco, éste poblaba los campos desde el Rincón de López y el Rincón de Ajó en donde a la altura de Las Víboras había construido un pozo artesiano de Fulco. En la costa desde Punta Rasa hacia el sur, estaban los Sáenz Valiente con su establecimiento El Tuyú, donde historiadores como Bartolomé Mitre y Rafael Velázquez establecen que allí murió el payador Santos Vega, luego de sostener una payada con un desconocido. En el Parque del Museo Regional de Gral. Lavalle se perpetúa la figura del payador, bajo el cual descansan sus presuntos restos. Más al sur continuando por la costa estaba Rafael Cobo con su campo Manantiales del que conservan gran parte de sus descendientes y en deslinde con el partido de Gral. Madariaga estaba radicado Joaquín Juárez.

- 1825 Juan Manuel de Rosas junto a su topográfo, el agrimensor Senillosa, incluyen a esta zona en el proyecto de urbanización de Dolores y de Monsalvo, resultando este último el de Ajó
- 20 de diciembre de 1839, el gobernador Rosas, por decreto, crea el partido de "Rincón de Ajó" con tierras tomadas del de Monsalvo, ante una propuesta del comandante en Jefe del 5.º Regimiento asentado en Dolores, Coronel Narciso del Valle y merced al desmembramiento del Partido de Monsalvo, por el hecho de haber participado su pobladores en la revolución contra el gobierno de Rosas. Este partido conserva su denominación original hasta el 19 de octubre de 1891 en que recibe su actual nombre de Gral. Lavalle.

De inmediato se nombró al primer juez de paz y a partir de mediados del siglo XX a esta autoridad se sumó la de una comisión municipal.
- 1863 siendo juez de paz del partido, Justo P. Linch, un grupo de vecinos se reunió para estudiar el proyecto de fundación de un pueblo cabecera del Partido. De lo tratado en dicha reunión surgió la idea de solicitar al gobernador Mariano Saavedra, la mensura y delineación de lo que sería el futuro pueblo. El gobernador accedió a esa petición y por decreto del 1 de febrero de 1864 dispuso la fundación del pueblo sobre la margen derecha de la ría de Ajó, denominándolo por solicitud de los vecinos: General Lavalle.
- 1864, el gobernador Saavedra funda el pueblo de General Lavalle en la margen derecha del arroyo de Ajó. Se realizan y aprueban los trabajos de mensura y trazado
- 1° de diciembre de 1868, el juez de paz local comunica al Gobierno el haber trasladado el juzgado a la población formada, en respuesta al petitorio formulado por vecinos del mismo.
- 1869, por negligencia de la población y sus autoridades, la traza efectuada en 1864 se malogra, por lo cual se gestionó un nuevo trazado que, realizado por el agrimensor Vicente Sousa, fue aprobado por el Gobierno en marzo de 1870.
- 1870 General Lavalle (único puerto del lugar), se encontraba en auge la industria saladeril. La misma decae poco tiempo después con la llegada del frigorífico. Debido a esto, disminuye la población rural y los habitantes que quedaron fueron contratados por el gobierno en obras viales, mientras que otros se emplearon en estancias.
- Julio de 1877, una inundación anega la mitad del pueblo cabecera; su gravedad fue tal que lo incomunicó por cierto tiempo con el exterior y provocó, luego, el éxodo de muchos de sus habitantes.
- Octubre de 1883, la autoridad provincial consciente de la pobreza existente en la zona y a efecto de impulsarla atrayendo nuevos pobladores- sancionan una ley, extendiendo el ejido respectivo. Declarando tierras públicas a las pertenecientes a Jorge Gibson
- 1885, por Decreto se procede a la venta de los solares formados con el referido ensanche.
- 19 de octubre de 1891, el partido de Ajó trocó su nombre por el de General Lavalle, rindiéndose así homenaje al militar de las campañas de Chile y Perú (1817-1824) y héroe de los combates de Bacacay e Ituzaingó durante la guerra contra el imperio brasileño (1827).
- 1930, se introduce el turismo en la zona. Como consecuencia del movimiento turístico se originan las localidades de San Clemente del Tuyú y Mar de Ajó. Con el correr de los años nacen las demás localidades: San Bernardo del Tuyú, Santa Teresita, Mar del Tuyú, Las Toninas, Costa Chica, Lucila del Mar, Costa Azul, Costa del Este, Aguas Verdes, Nueva Atlantis, Pinar del Sol y Costa Esmeralda.
- 25 de noviembre de 1932 comenzó una nueva era: el turismo; con una nueva brecha para el progreso del Partido. En esa fecha puede decirse que se sembró la semilla de las Costa Atlántica. Con la llegada de 300 automóviles del Automóvil Club Argentino fue colocado el primer mojón del Camino a las Playas. Los automovilistas acamparon en dos grupos: uno lo hizo en el predio destinado para el ferrocarril, en el lugar donde se encuentra la ciudad de Las Toninas, y el otro siguió viaje para acampar en La Margarita (hoy Mar de Ajó). Los contingentes se renovaban cada quince días y el viaje lo hacían por el “Camino de la Costa” inaugurado en 1932, desapareciendo desde entonces las tranqueras existentes en su recorrido.
- 1940 el Partido como gran parte de la Provincia sufre los efectos de la inundación, cortando los pocos caminos existentes. Para el transporte se utilizaban balsas tiradas por caballos y lanchas, que saliendo por la Ría navegaban por la Bahía Samborombón hasta la “Boca del Canal 9”, y por ese medio llegaban a Dolores transportando cargas generales y pasajeros. Por el camino de Dolores solo transitaba la Galera “La Central” de Manolo Roberto Dávila con su cuarteador Pedro Lucero.
- Abril de 1978 el gobierno de la Provincia de Buenos Aires cercenó el litoral marítimo del Partido de Gral. Lavalle para dar lugar al nacimiento del Municipio Urbano de la Costa.
- 11 de junio de 1978, ante el rápido crecimiento de las localidades de la Costa y el auge turístico que adquieren estas poblaciones, el gobierno dictatorial del general Saint Jean en la provincia decide por Ley 9024 crear los “municipios urbanos” que nacen como municipios turísticos: De la Costa; a expensas del Partido de General Lavalle.

## Intendentes desde 1983
| Intendente               | Mandato                                           | Partido |
| Eladio Delfor Zuetta     | 10 de diciembre de 1983 - 10 de diciembre de 1991 | UCR     |
| Gustavo Enrique Dubsky   | 10 de diciembre de 1991 - 10 de diciembre de 1995 | UCR     |
| Osvaldo Jorge Goicoechea | 10 de diciembre de 1995 - 10 de diciembre de 2007 | PJ      |
| Guillermo Daniel Marchi  | 10 de diciembre de 2007 - 3 de diciembre de 2010  | PV      |
| Adriana Soruco Gasparri  | 3 de diciembre de 2010 - 10 de diciembre de 2011  | PV      |
| Marcela Passo            | 10 de diciembre de 2011 - 10 de diciembre de 2015 | PJ-FR   |
| José Rodríguez Ponte     | 10 de diciembre de 2015 - 10 de diciembre de 2023 | UCR     |
| Nahuel Guardia           | 10 de diciembre de 2023 - al presente             | UCR     |

## Población
De acuerdo al Censo 2022, el partido tenía 4.870 habitantes.
| Población | 3 381 | 5 144  | 5 938  | 3 931  | 5 666  | 6 855  | 14 639  | 1 234  | 3 046   | 3 063 | 3 700  | 4 870  |
| Variación | -     | +52,1% | +15,4% | -33,8% | +44,1% | +21,0% | +113,5% | -91,6% | +146,8% | +0,5% | +20,8% | +31,6% |

Fuente: Instituto Nacional de Estadísticas y Censos, INDEC

## Industrias-saladeros
Estrechamente vinculadas al puerto, surgieron las primeras actividades saladeriles en la región, y merced a la promisoria industria la zona adquirió un auspicioso desarrollo. Alrededor de 1844 a 1850 Gibson Hnos. instalaron las primeras «graserías» en el lugar denominado «Isla del Bonete», donde faenaban ovejas viejas para industrializar sus grasas y cuero. La industria de los saladeros tuvo entre sus pioneros a Pedro Luro, un ciudadano francés llegado a la Argentina en le año 1837, radicándose en Dolores donde fue propietario de la estancia «Dos Talas», más tarde al afincarse en Ajó construyó el saladero «San Pedro» y adquirió el «San Carlos» de don Carlos Villar y el «San León» del señor Amespil.
Guiado por una clara visión progresista, Luro perfeccionó la industria saladeril dotándola de los adelantos técnicos de la época. Además logró formar una flota importante de barcos para el transporte de los productos que elaboraba, entre los buques de su propiedad pueden citarse “Lunes, Martes, Miércoles, Sábado, Teiro, Siempre”.
La carne salada era enviada a Brasil, Cuba y España.
Para dar una idea de lo que representaban los saladeros para el Ajó, basta decir que tan solo en los de Luro, en 1895 se faenaron 65 000 vacunos y 5000 yeguarizos, embarcándose productos por un total de 9 983 203.
- En 1863 comenzó a funcionar en San Nicolás de los Arroyos el primer frigorífico, fundado por Eugenio Terrasón al que sucedieron otros en los alrededores de Buenos Aires.

El advenimiento de la industria frigorífica , trajo como consecuencia el inevitable cierre de esa fuente de trabajo. Se produjo un masivo éxodo de sus pobladores a otros lugares más propicios, por lo tanto quedaron en el pueblo las familias cuyos componentes trabajaban en establecimientos rurales.
Con referencia al cierre de los primeros saladeros escribió don Isidro Roman Fulco en su “Biografía al Ajó”:”... si una cuarta parte de los habitantes de la Capital, e incluso la prensa diaria ha exigido en nuestro gobierno la supresión de los saladeros, en razón de las miasmas pútridas, que no solo enfermaban a los habitantes, sino también los mataba, esa fracción que tal caso podía y lo consiguió , a mi juicio ha contraído un compromiso a cumplir y es retribuir en parte al ciudadano damnificado, los erogados”.
Más tarde con la instalación de dos fábricas de conserva de pescado, “La Atlántida” y “La Harcastler”, el pueblo pareció tomar nuevamente senda del progreso pero con el tiempo estos establecimientos desaparecieron, cesando su actividad definitivamente, ese hecho dejó a General. Lavalle sin su principal fuente de trabajo.

## El Puerto
El hoy atracadero de barcos pesqueros de mediano tamaño en las quietas aguas de la Ría Ajó, fue en otros tiempos un puerto de considerable importancia. En una biografía de la región escrita por Isidoro Roman Fulco, expresa: “es mi concepto que en esta vida , tanto lo animado como lo inanimado, tiene su biografía, el Ajó tiene la suya”.
En la misma menciona el primer barco que entró en el puerto de Ajó, que fue una galeta de los señores Lima y Montserrat, comerciantes de Montevideo. El arribo de la misma marcó el camino para el sucesivo atraco de otras embarcaciones.
Recuerda la llegada de don Santiago Mellare con el bergantín “Gota Hamburguesa”, don Francisco Mairalles con el “Patacho” cargado con artículos de almacén. En 1838 el gobierno francés mandó bloquear nuestro puerto, en represalias a Rosas, quien había fusilado algunos súbditos de ese país. Desde el cabo San Antonio era muy riesgoso y difícil la entrada de Buques. Solo el Ajó fue el que franqueó su puerto a muchos barcos, que descargaban a lanchas productos alimenticios y otros artículos de almacén.
A los franceses pasa inadvertida esta entrada, ya que en la entrada de la desembocadura de la Ría existía una isla (hoy no existe) que disimulaba el acceso.
Posiblemente esa isla fue la que dio origen a un error de toponimia en un mapa topográfica de 1835, que ignora a la Ría Ajó designándola con el nombre de “Arrollo de Isla”.
En 1839, llegó la ballenera “Sol de Mayo”. (Capitaneada por don Pancho Madero) y otros barcos en lo que consiguieron escapar con rumbo al norte con el General Lavalle en Baradero. Entre los numerosos voluntarios que engrosaron esa fuerza se encontraba Emilio Conesa, un joven de 16 años oriundo de ese lugar. (hoy se denomina con ese nombre a la cabecera del partido de Tordillo).
En 1856, el puerto fue nuevamente protagonista de un histórico embarque Por allí lograron salir los vecinos en el combate de San Gregorio, entre los que se encontraban el Comandante Benito Villar, los Martínez de Hoz, los Cobos, los Canabrias, etc.
Fue puerto Nacional por decreto de 1859. Además fue considerado en 1880 el tercero de importancia del país. Los primeros eran los de Buenos Aires y de Rosario.
En 1897, siendo intendente Municipal del Partido don Heriberto Gibson se dirigió al Gobierno Central solicitando entre otras cosas el dragado de la barra del Banco de Ajó. En dicho pedido consignaba estadísticas y datos comparativos de los puertos del País.

### Entrada de buques en puertos Nacionales en 1894
- Ajó ...............................145 -
- Mar del Plata........................3 -
- Quequen.............................44 -
- Bahía Blanca........................59 -
- Patagones...........................35 -
- Chubut..............................25 -

### Movimientos de buques en el puerto de Ajó
- 1890.................................174 -
- 1891.................................220 -
- 1892.................................192 -
- 1893.................................164 -
- 1894.................................145 -
- 1895.................................185 -
- 1896.................................146 -

## Esquinas de Campo
Aventurando su instalación en la desértica llanura del partido, asentaron su Plaza las “Esquinas” o “Boliches” de Campos.
Fueron un punto de avanzada para la usurpación, posta para las galeras, asiento para el Juez de Paz o Alcalde de carteles, fonda y albergue y sobre todo lugar de encuentro y comunicación después de largas jornadas de silenciosa soledad.
- En el partido de General Lavalle existieron varias esquinas famosas en su época como la de don José Ruiz Alcedo, que en 1864 pasó a ser de don Teodoro Márquez; la de Saverio Rojas, que continuó su yerno José Cornides; la de Henderico y Cía. ; la de don Pedro Picardo que tenía billares, frontón para pelota- paleta, cancha para carreras cuadreras y reñideros de gallos; las de Nicolás del Pozo, luego de su hijo Sacarías; la de Domingo Esperón; la esquina del Tuyú, y otras como éstas las aventó el progreso con el avance de otras modalidades. Hoy subsiste el paraje "Esquina de Crotto" en el cruce de las RP63 y RP11

## Reseña de la vida de Santos Vega
Santos Vega fue un payador que nació en el siglo XVIII, un arquetipo de gaucho Argentino que recorrió con su guitarra la inmensidad de la Pampa y llegó con su voz en versos a las pulperías y esquinas de los “Real Viejo” de Eulogio Jorge, “La Amistad “ de los Girados, “Esquina del Pozo”, etc. en la zona de Ajó. La existencia de Santos Vega ha sido acordada como real en la zona. Se cree que contrajo matrimonio en la parroquia de la ciudad mencionada. 
Tuvo tropillas importantes, pero al final de su vida, al quedar pobre, solo le queda un alazán tostado que lo acompañó en sus últimas andanzas, evocando siempre correrías anteriores por los pagos de Chascomús, la Magdalena, Luján y Arrecifes.
Vencedor de todas las payadas, se entristeció en grado sumo. Fue vencido por quien algunos creían que era el diablo, pero se ha comprobado que fue el periodista mendocino Gualberto Godoy.
Más tarde, se produce su muerte en los campos de “El Tuyú” (cuando contaba alrededor de los 70 años) y su cuerpo depositado en cajón construido con madera de los barcos que naufragaban en la Costa en un lugar denominado “Las Tijeras”.
El hijo de una maestra que había sido de la escuela Nº7 de Gral. Lavalle, Bernardo Jackes, que siempre había sentido comentar sobre este tema encargaba a todos que le avisaran si encontraban en el campo restos humanos.
Así un día aparecieron, en 1946 los que serían los despojos del barco que dieron origen, a las honras, homenaje y posterior levantamiento del monumento.

## Parque Eólico Esmeralda y parque industrial
El Parque Eólico Esmeralda, en el municipio de General Lavalle, es un proyecto desarrollado por la empresa EPI Energía de Brasil, subsidiaría de EAB New Energy (Alemana), también inversora en el proyecto.
La memoria descriptiva del proyecto indica que el emprendimiento eólico se diseñó con 52,5 MW de potencia nominal a obtenerse mediante 15 aerogeneradores de 3,5 MW de potencia nominal, utilizando un área de aproximadamente 2000 hectáreas. Por razones desconocidas, el proyecto no avanzó más allá de los estudios preliminares.
Asimismo, se presentó en 2018 un proyecto de ordenanza para la creación de un Sector Industrial Planificado (SIP), que generaría fuentes de trabajo y organizaría la radicación de industrias. Se prevé que el SIP se instale en tierras cercanas a la ciudad de General Lavalle, sobre la Ruta Provincial 11, de esta forma se aprovechará la construcción de una autovía que está efectuando el gobierno provincial, fundamental para las cuestiones logísticas y las posibilidades de abastecer a las distintas localidades de la costa atlántica. Distintas trabas burocráticas y el retraso de la obra de la autovía conspiraron contra el desarrollo de este SIP, que no pasó del papel. 

## Localidades
- General Lavalle
- Paraje Pavón
- Chacras de San Clemente